# Ларсен, Бент
Йо́рген Бент Ла́рсен (дат. Jørgen Bent Larsen; 4 марта 1935, Тистед, Дания — 9 сентября 2010, Буэнос-Айрес, Аргентина) — датский шахматист, гроссмейстер (1956). Шахматный журналист, публицист и комментатор. Один из сильнейших шахматистов мира 1960—1970-х годов. Лучший датский шахматист всех времён, самый успешный скандинавский гроссмейстер до появления Магнуса Карлсена. Отличался нешаблонной, агрессивной и рискованной игрой, ради которой часто отказывался от ничьих.
Первый обладатель «Оскара» (1967) — награды лучшему шахматисту мира по итогам года. В конце 1960-х годов за многочисленные турнирные успехи получил от журналистов прозвище «турнирный чемпион мира». Возглавлял сборную мира во время «Матча века» 1970 года.
Лишь он и Михаил Таль выигрывали по три межзональных турнира. Ларсен делал это в 1964, 1967 и 1976 годах. Участник матчей претендентов 1965, 1968, 1971 и 1977 годов. Ларсен и Фишер были единственными представителями Запада, которые могли в тот период успешно бороться с советской шахматной гегемонией. После разгрома от Фишера со счётом 0:6 в полуфинале матчей претендентов 1971 г. и посредственного выступления в межзональном турнире 1973 г. (5-6 места) спортивные результаты датчанина начали ухудшаться. После переезда в Аргентину в 1980-х годах его всё реже приглашали на престижные турниры.

## Биография

### Детство и юность
Научился играть в шахматы в 7 лет. Его первым учителем и партнёром был школьный товарищ.
В 12 лет Ларсен стал самостоятельно изучать шахматную литературу. Как он признался впоследствии, большое влияние оказала на него книга о королевском гамбите — «дебюте могучем, как ураган, против которого никто не может устоять!» Ларсен легко учился в школе, будучи первым среди сверстников. Так же легко он учился и шахматам. Бент последовательно стал первым в клубе, городе, провинции, а в 19 лет — во всей Дании.
В 1956 году, выступая на первой доске за сборную Дании, Ларсен показал лучший результат на Всемирной шахматной олимпиаде в Москве. Тогда же ему было присвоено звание гроссмейстера.

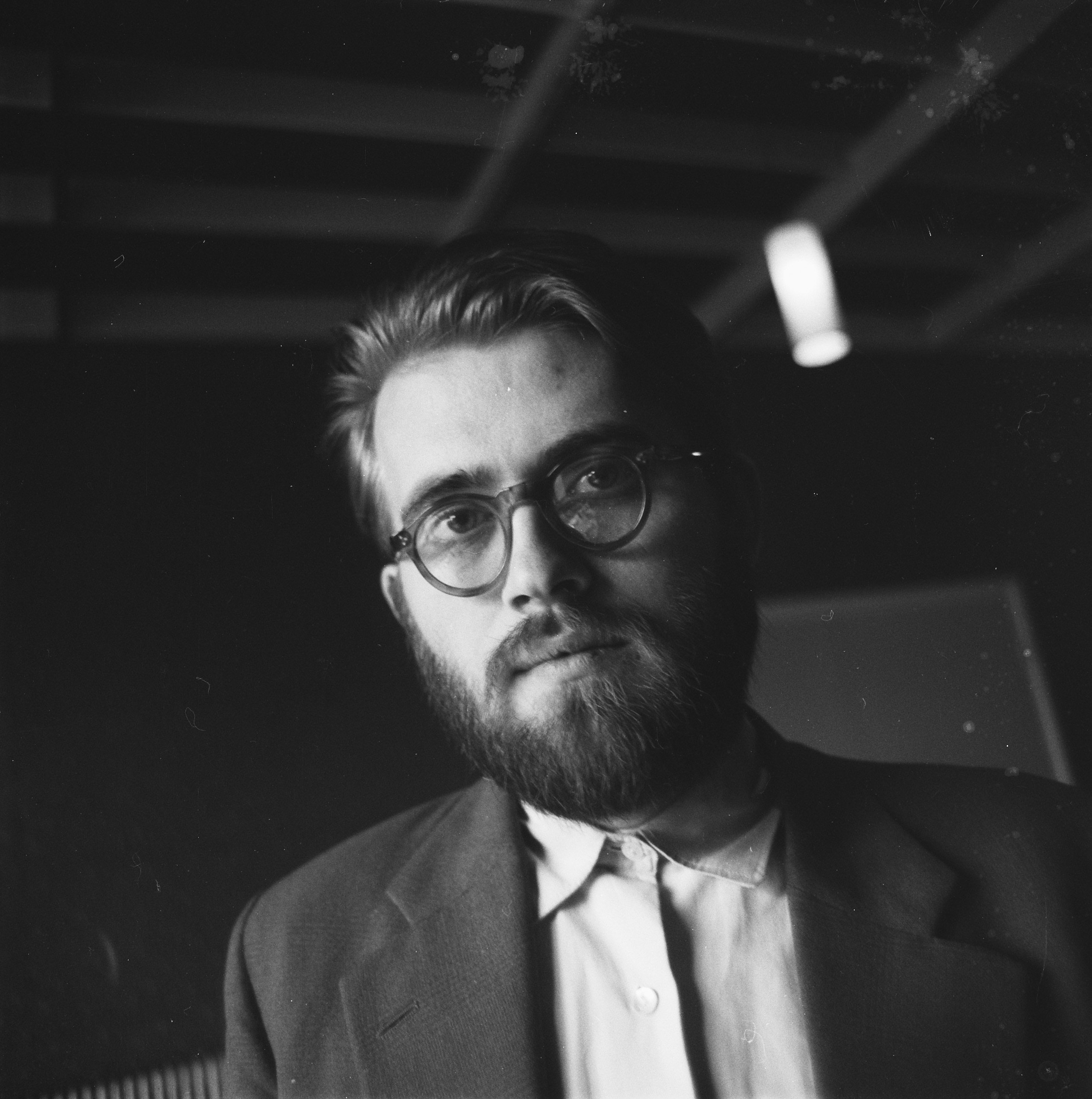
1961 год

После неудачи в межзональном турнире 1958 года Ларсен всё же прибыл на турнир претендентов в Югославию — в качестве секунданта Роберта Фишера. Интересно, что у самого Ларсена никогда не было тренера, он привык заниматься самостоятельно и лучшим помощником считал в те годы супругу Лиззи. Она помогала ему настроиться на игру и верить в свои силы. «Правда, порой она слишком переживает мои поражения, — с улыбкой сказал как-то Ларсен, — и тогда мне приходится успокаивать её игрой в бридж».
В 1964 году Ларсен впервые стал претендентом на мировое первенство, разделив 1—4-е место на межзональном турнире в Амстердаме. В том цикле он дошёл до полуфинала турнира претендентов, где в упорной борьбе уступил Михаилу Талю (4,5:5,5).
В 1966 году Ларсен на розыгрыше Кубка Пятигорского в Санта-Монике дважды побеждает чемпиона мира Тиграна Петросяна и становится членом двух символических клубов: Михаила Чигорина и Гарри Пильсбери. В 1968 году в схватке с Борисом Спасским Ларсен стал бронзовым призёром.
В том же году выиграл международный турнир в Гавре, на 2 очка опередив разделивших 2—3-е места советских гроссмейстеров Льва Полугаевского и Николая Крогиуса, победив обоих.
Его игра произвела сильное впечатление на Полугаевского, который опубликовал в шахматном бюллетене (1966) статью «Ларсен. Каков он есть». Вот отдельные его наблюдения и зарисовки:
«Сегодняшний Ларсен — шахматист исключительно разносторонний. Но наиболее сильной стороной его творчества, на мой взгляд, по-прежнему является стратегия. Он удивительно напоминает Арона Нимцовича с его исключительно динамичной игрой, подчинённой единой стратегической цели… Ларсен отлично знаком с теорией, внимательно следит за нашей литературой, помнит огромное число партий наизусть. Есть у Ларсена одно ценное спортивное качество — он не боится поражений.
Исключительно симпатичен Бент Ларсен и как человек. Большеголовый, светлоглазый, светловолосый, он является типичным скандинавом. Внешне очень спокоен как за доской, так и в обыденной жизни. Несмотря на общительность и приветливое обращение с окружающими, Ларсен любит уединение. В Гавре его часто можно было видеть в ресторане за стаканом вина, углублённым в собственные мысли.
Будучи широко образованным и эрудированным человеком, Ларсен владеет многими европейскими языками, в том числе и русским. Под стать Ларсену и его умная и симпатичная жена. Судя по всему, Бент счастлив в семейной жизни, что, несомненно, придаёт ему уверенность в жизни».
В чём-то Ларсен и как шахматист, и как человек напоминает Фишера: хорошее знакомство с советской шахматной литературой, любовь к уединению, динамичная игра.

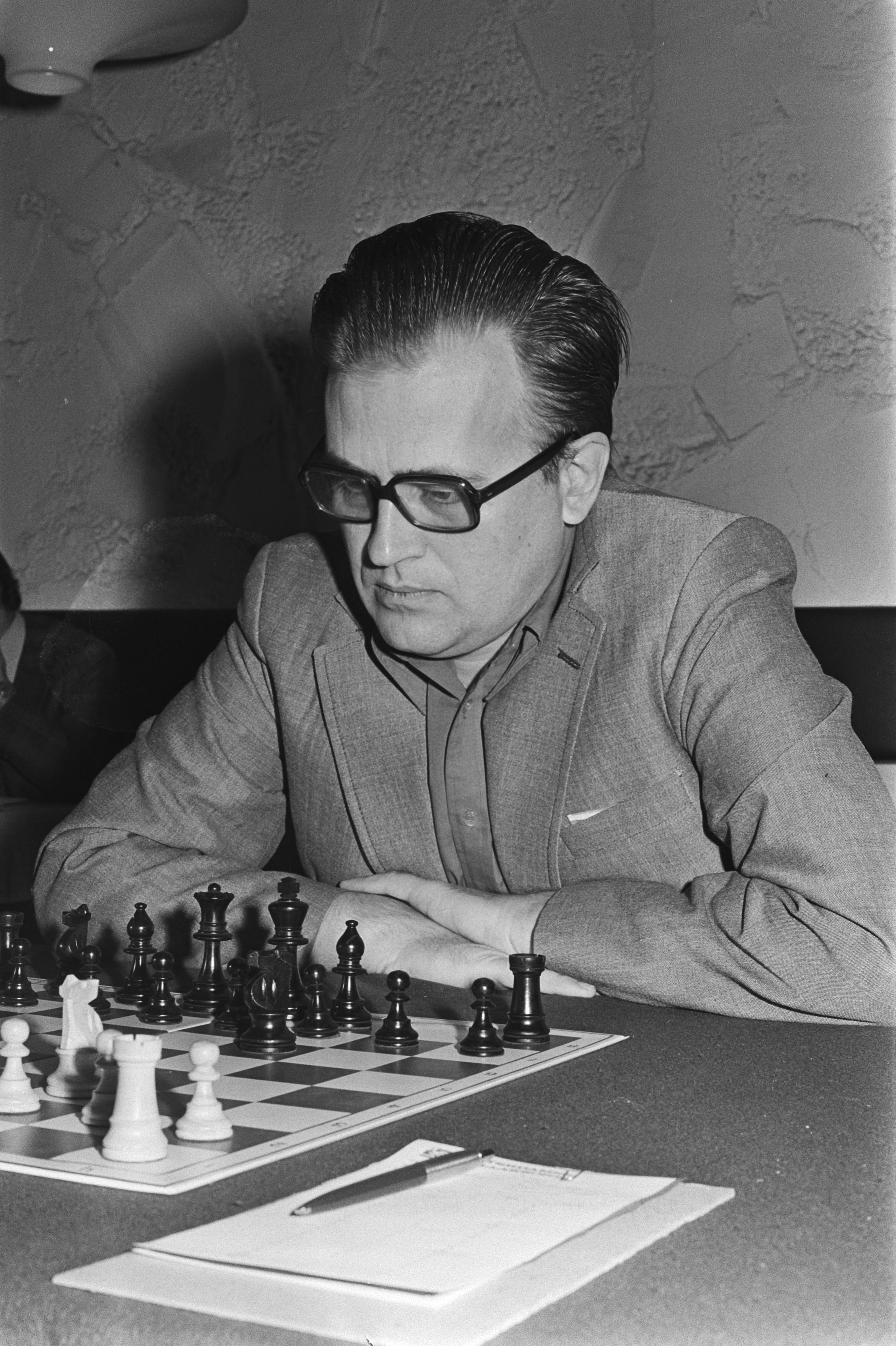
1977 год

1967 год стал очень удачным для Ларсена. Он одержал победы в трёх подряд крупных турнирах — в Гаване, Виннипеге и Пальма-де-Мальорке. Успех на межзональном турнире в Сусе вывели Ларсена в число главных претендентов на мировое первенство. Ларсен стал в том году самым первым обладателем шахматного приза «Оскар».
В 1971 году Ларсен проиграл претендентский матч Фишеру со счётом 0:6.
Ларсен принципиально избегает ничьих, всегда сверхоптимистичен, а порой и излишне самоуверен. Впрочем, как отметил его соотечественник Брендом в книге «Бент Ларсен — боец», все эти черты в немалой степени объясняются тем, что Бент — уроженец Ютландии (северной части Дании), а «ютландцы — народ отважный и весьма откровенный». На обращённый к Ларсену вопрос, что мешает ему стать чемпионом мира, он ответил: «Только то, что на свете есть 5—6 шахматистов, играющих сильнее меня». Со своим непримиримым соперником Робертом Фишером сыграл 13 партий и только в двух из них добился успеха — на международном турнире в Санта-Монике (1966) и на межзональном турнире в Пальма-де-Мальорке (1970), где нанёс Фишеру единственное поражение. С каждым из семи чемпионов мира — от Ботвинника до Карпова включительно — у Ларсена отрицательный счёт, но при этом никто из этих семи чемпионов не имеет против него сухого счёта — в активе Ларсена есть победы над каждым из них.
Ларсен страдал от диабета и в 2010 году скончался от кровоизлияния в мозг.
Ларсен выиграл более 40 международных, в том числе ряд весьма престижных, турниров, возглавлял сборную мира в «Матче века», с командой СССР (1970), написал книгу «50 избранных партий», внёс наряду с Ароном Нимцовичем вклад в разработку дебюта 1. b2—bЗ, носящего его имя Дебют Ларсена (называемого также дебют Нимцовича—Ларсена), который принёс Бенту немало успехов в партиях с сильнейшими шахматистами мира.
Первый международный гроссмейстер, проигравший компьютерной программе (Deep Thought).

## Книги
- 50 избранных партий. 1948—1969. — М. : Физкультура и спорт, 1972. — 223 с. : ил. — (Выдающиеся шахматисты мира).
- 122 избранные партии : Шахматная исповедь лидера сборной мира. — М. : Russian Chess House, 2017. — 438 с. — (Великие шахматисты мира). — ISBN 978-5-94693-539-5.